# Skrîpkî, Vasîlkiv
Skrîpkî (în ucraineană Скрипки) este un sat în comuna Mala Soltanivka din raionul Vasîlkiv, regiunea Kiev, Ucraina.

## Demografie
Componența lingvistică a localității Skrîpkî
     Ucraineană (97,75%)
     Rusă (2,25%)
Conform recensământului din 2001, majoritatea populației localității Skrîpkî era vorbitoare de ucraineană (97,75%), existând în minoritate și vorbitori de rusă (2,25%).